# Bernardo Rubin
Bernardo Rubin, también conocido como Bolito (1932-1998), fue un cantante de música folklórica de Argentina, con registro de barítono. Fundó en 1956, junto con su hermano, el grupo Los Trovadores del Norte como un numeroso conjunto orquestal-vocal. Uno de los miembros que lo intergraron en esa primerísima etapa fue el charanguista Jaime Torres.
En 1959 el grupo adoptó la forma de un quinteto vocal integrado por Bernardo Rubin, Francisco Romero, Carlos José Pino, Enrique Garea y Yolanda Pedernera, que participa en el 7º Encuentro Mundial de Juventudes por la Paz, realizado en Viena.
Al regresar y ya en 1960, Garea y Pedernera se retiraron del grupo e ingresaron Sergio José Ferrer y Eduardo Gómez. Con esta formación Los Trovadores del Norte grabaron tres álbumes y obtuvieron en 1963 el Premio Revelación en el Festival de Cosquín con el rasguido doble "Puente Pexoa", su primer éxito. 
En 1964 el grupo se separó, quedando Rubin con la propiedad del nombre Los Trovadores del Norte, mientras que el resto de sus miembros continuaron bajo el nombre de Los Trovadores.
Falleció en 1998. Su hijo Fernando Rubin continuó con la dirección del grupo.

## Obra

### Álbumes
1. Los Trovadores del Norte, Stentor, 1961
2. Puente Pexoa, CBS, 1964
3. Los Trovadores del Norte, CBS, 1965
4. Siempre trovando, Music Hall, 1975
5. Folklore a toda voz, Sony.
6. De regreso al amor, Cold Music.
7. En vivo en U.S.A., Puccini, 1997